# Премія Тан
Премія Тан (кит.: 唐獎; англ. Tang Prize) — міжнародна нагорода, яку присуджує тайванська Академія Сініка у співпраці з Фондом премії Тан (англ. Tang Prize Foundation). Нагорода була заснована тайванським підприємцем Самуелем Інь у грудні 2012 року. Перше нагородження відбулося у 2014 році. Лауреатам премій вручаються медаль, диплом і грошова винагорода у розмірі 40 мільйонів нових тайванських доларів (приблизно 1,360 млн доларів) на кожен напрямок. Крім грошового призу, лауреатам присуджують дослідницький грант в розмірі 10 мільйонів нових тайванських доларів (приблизно $ 341 000) на 5 років. Лауреати повинні прочитати лекції. Премія названа на честь китайської імператорської династії Тан.
Програма міжнародних нагород включає ряд премій за окремими напрямами:
- Верховенство права
- Китаєзнавство
- Біофармакологія
- Сталий розвиток